# Titanus
Titanus (originariamente Monopolio Lombardo) era una storica casa di produzione e distribuzione cinematografica e televisiva italiana fondata nel 1904 a Napoli da Gustavo Lombardo. È la prima casa cinematografica italiana.
Dagli anni trenta lo studio ha sede a Roma.

## Storia

### Gli inizi
L'impresa sorge come distributore e noleggiatore di pellicole cinematografiche. Nel 1907 passa alla distribuzione dei film come filiale di rappresentanza per il centro-sud dell'Italia, per  Malta e per la Turchia della Itala Film di Torino.

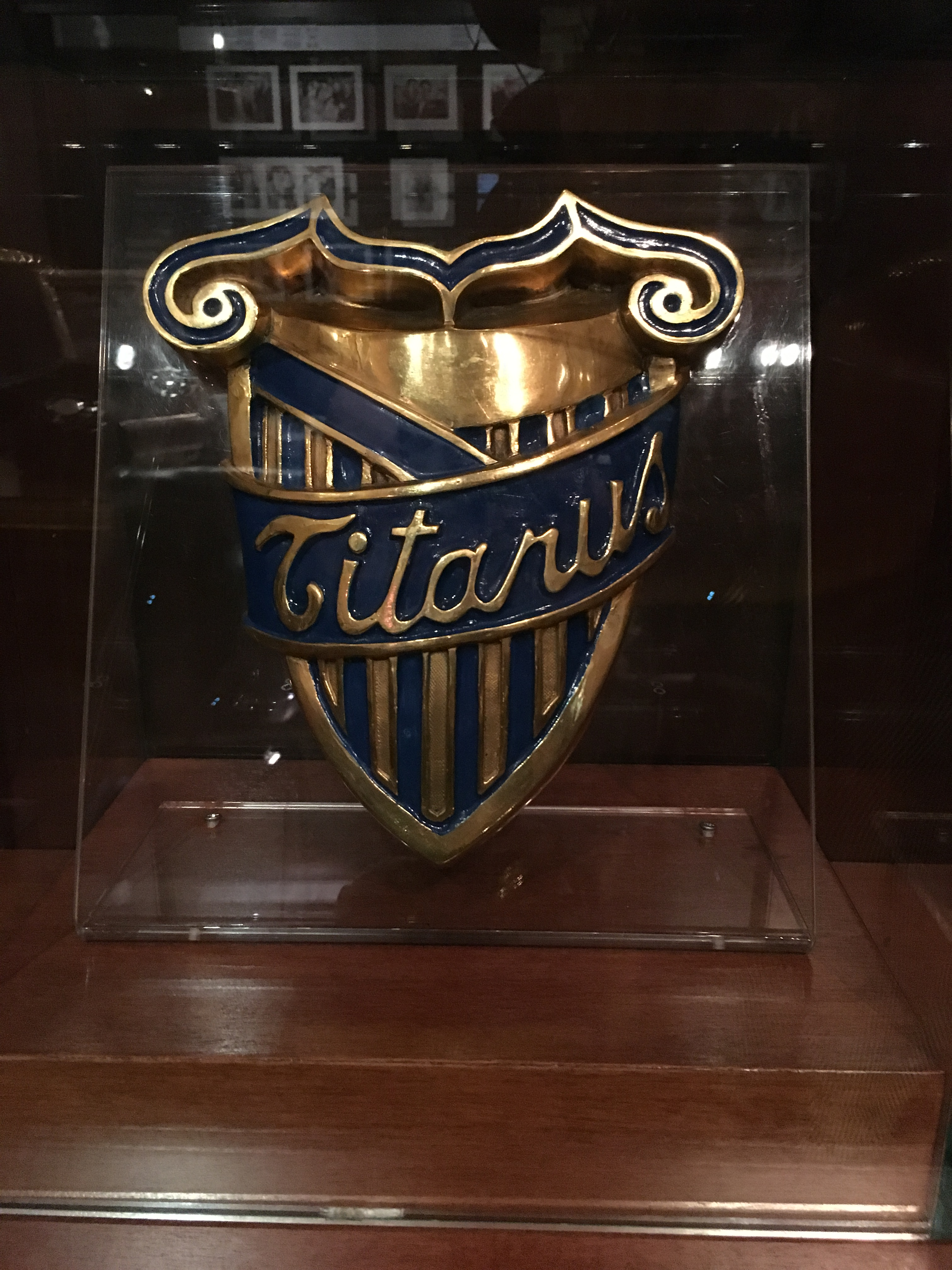
Logo Titanus, conservato al Museo nazionale del cinema

Appena un anno più tardi, Lombardo decide di mettersi in proprio, e nel 1909 diventa rappresentante esclusivo per Napoli e le province meridionali, di importanti case di produzione come l'Itala Film di Torino, la SAFFI-Comerio di Milano o le straniere Éclair, Gaumont e Vitagraph.

### Creazione dellaSIGLAe delMonopolio Lombardo
Lombardo potenzia ulteriormente la sua rete distributiva, estendendo la sua area di interesse anche all'Italia centrale. Ottenne la rappresentanza della Gaumont italiana e della Milano Films, per la quale nel 1911 svolge un'intensa attività per la pubblicizzazione e la distribuzione nelle sale, sia nel Sud Italia che all'estero, del primo lungometraggio italiano, L'Inferno. Inoltre rilevò una sala cinematografica a Roma, entrando così anche nell'esercizio.
Il 3 dicembre 1910, Lombardo, contando sull'appoggio delle case di produzione di cui è rappresentante, costituisce la Società Italiana Gustavo Lombardo Anonima, più nota semplicemente come SIGLA.
La nuova società ottiene altre rappresentanze, come quelle della francese Le Film d'Art e dell'americana Edison.  La SIGLA agisce da esclusivista nei territori di competenza per le case rappresentate, come avviene nel 1914 con il film Cabiria dell'Itala per il centro-sud.
La società rafforza ulteriormente la sua rete distributiva, fortemente consolidata nel Mezzogiorno e penetra anche in alcune zone del nord, con la creazione di una filiale a Milano. Nel 1915 assume la denominazione Monopolio Lombardo. In quello stesso anno la nuova società importa e distribuisce sul mercato italiano i primi cortometraggi girati da Charlie Chaplin.

### Dalla distribuzione alla produzione: creazione dellaLombardo Film
Lombardo decide di estendere le sue attività anche alla produzione. Nel 1916 costituisce la Teatro-Lombardo Film, le cui riprese dei film vengono effettuate in teatri di posa al Vomero affittati dalla casa di produzione Polifilms del cav. Di Luggo. La nuova società affida la direzione artistica al conte Giulio Antamoro, quella tecnica all'operatore Giovanni Vitrotti e scrittura registi, attori e attrici come Amleto Palermi, Mario Caserini, Gero Zambuto, Lamberto Picasso, Vittoria Lepanto (come prima attrice),  Dillo Lombardi e molti altri.
Il primo film prodotto da questa casa è L'avvenire in agguato di Antamoro, su soggetto di Roberto Bracco. Fanno seguito L'ombra (1917), Il piacere (1918), tratto dall'omonimo romanzo di D'Annunzio e Malacarne (1918).
Nel 1919 la Polifilms, in difficoltà economiche cede i suoi impianti a Lombardo, che dà vita alla Lombardo Film.

### La Lombardo Film e la crisi degli anni venti
La quasi totalità del personale artistico e tecnico della Polifilms passano alla Lombardo, che include personalità come Giovanni Grasso e Leda Gys. Quest'ultima è la «prima attrice» della casa fino al termine della sua carriera, nonché poi compagna di vita del produttore napoletano, e interpreta un gran numero di film da protagonista come Un cuore nel mondo (1920), I figli di nessuno (1921), La trappola (1922) e Napoli è una canzone (1927).
Oltre ai già citati Antamoro, Palermi e Caserini, furono ingaggiati negli anni successivi altri registi come Ubaldo Maria Del Colle, che è per molto tempo principale realizzatore della casa partenopea, ed Eugenio Perego, che dirige quei film girati tra il 1924 e il 1929, ambientati nella realtà napoletana e interpretati dalla Gys. Dalla Francia vengono il regista Charles Krauss e sua moglie, l'attrice Marise Dauvray, che girano drammi e commedie fino al 1926.
Tuttavia, nonostante la grave crisi esplosa al termine della prima guerra mondiale, che colpisce l'industria cinematografica nazionale, la Lombardo riesce a resistere, e ciò è possibile grazie al fatto che essa stessa distribuisce le proprie produzioni e quelle di terzi. Nello stesso anno sorge l'Unione Cinematografica Italiana, consorzio che riunisce buona parte delle grandi case italiane in difficoltà, in particolare quelle torinesi e romane, al quale Lombardo decide di non aderire.

### La nascita dellaTitanuse il trasferimento da Napoli a Roma
Nel 1928 la Lombardo Film diventa la Titanus, mentre tre anni più tardi (1931) nasce l'emblema della società: uno scudo. Le attività della Titanus vengono gradualmente trasferite a Roma, per la politica di accentramento dell'industria cinematografica verso la capitale attuata dal regime fascista.

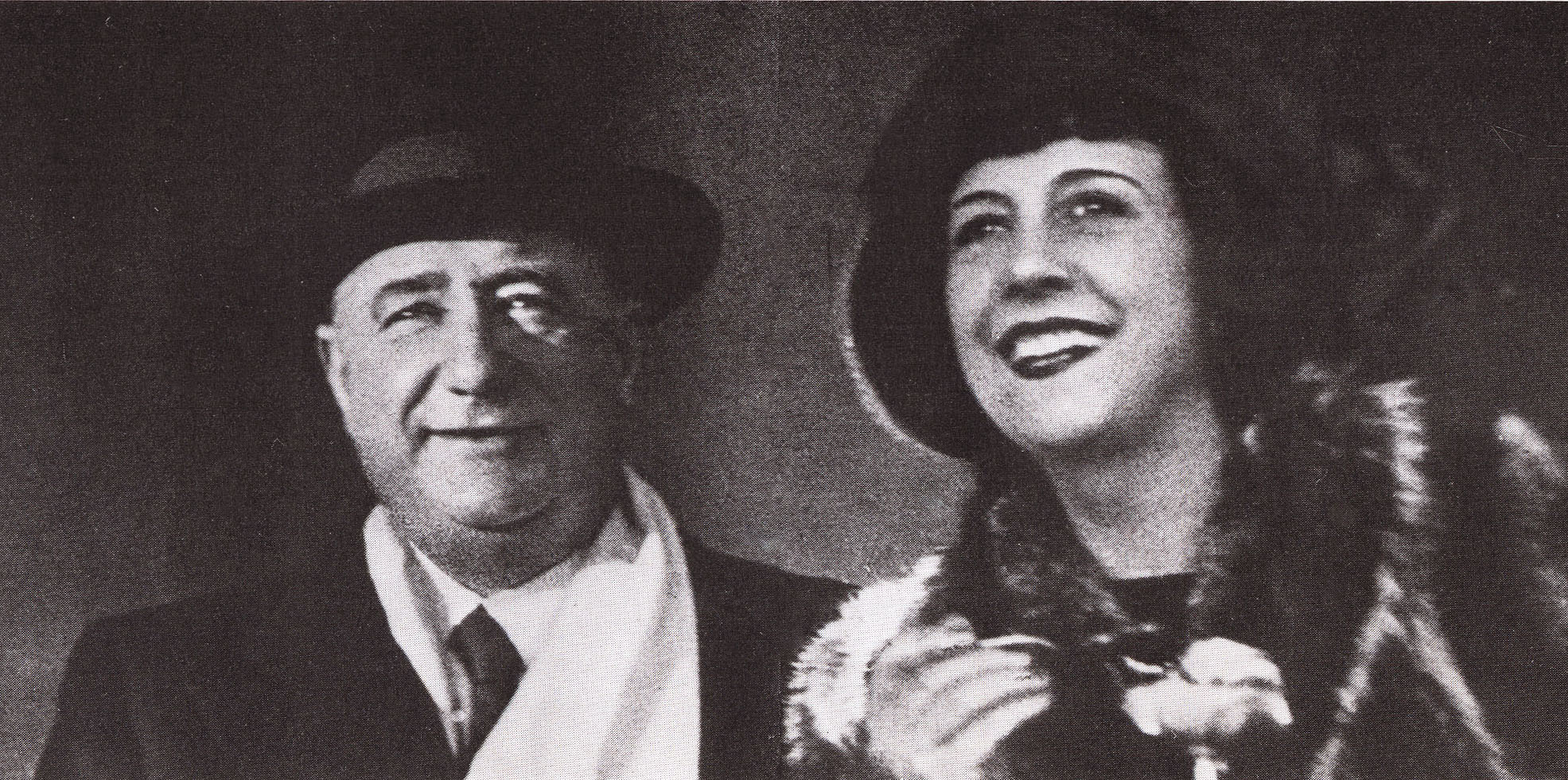
Gustavo Lombardo con Leda Gys nel 1946

Nel 1932 vengono affittati gli stabilimenti alla Farnesina appartenuti alla Cines e che comprendevano cinque teatri di posa. L'anno successivo esce il primo film sonoro della Titanus: Venere di Nicola Fausto Neroni. Nei nuovi studi vengono girati negli anni seguenti film come Scipione l'Africano (1937) di Carmine Gallone ed Ettore Fieramosca (1938) di Alessandro Blasetti.
Vengono prodotti altri due film che segnano l'avvio della carriera cinematografica di Totò: Fermo con le mani! (1937) di Zambuto e Animali Pazzi (1939) di Carlo Ludovico Bragaglia.
La casa rileva poi lo studio per il doppiaggio romano della MGM in via Margutta, e parallelamente nasce la ODIT (Organizzazione Distributrice Italiana Titanus), per la distribuzione delle pellicole.
A partire dagli anni quaranta, l'attività produttiva della Titanus incrementa e vengono girati film come Amore imperiale (1941), Ridi pagliaccio! (1941), Orizzonte di sangue (1942), La storia di una capinera (1943), Finalmente sì (1944), La carne e l'anima (1945) e molti altri.
Nella casa vi lavorano alcuni dei maggiori interpreti del tempo come Valentina Cortese, Fosco Giachetti, Claudio Gora, Luisa Ferida, Amedeo Nazzari, Osvaldo Valenti.

### Il dopoguerra
Nel periodo della seconda guerra mondiale si continua a produrre. Dopo l'occupazione nazista di Roma, a cui fa seguito nel 1944 quella alleata, la produzione della Titanus subisce un arresto e focalizza sulla distribuzione.
La produzione riprende nel 1948, e l'anno successivo esce il film Catene di Raffaello Matarazzo, realizzata assieme alla Labor Film e interpretata da Amedeo Nazzari e Yvonne Sanson, interpreti di altri film della casa romana fino al 1958.
Nel 1951 Gustavo Lombardo muore e alla guida della casa viene sostituito dal figlio Goffredo, che da anni segue l'attività del padre e che prende subito le redini della società, a partire dall'acquisto degli stabilimenti. Il figlio di Gustavo e Leda, diventa uno dei principali produttori italiani del dopoguerra, seguendo il neorealismo ed i principali registi del movimento come Roberto Rossellini e Vittorio De Sica.
Nel 1955 acquista i teatri di posa situati sulla circonvallazione Appia dalla Scalera Film e diverse sale a Napoli e nelle altre province campane. Già qualche anno prima ha avviato le prime coproduzioni internazionali, soprattutto con case francesi e americane, come Bufere (1953) di Guido Brignone.
La produzione aumenta notevolmente, con film i cui generi spaziarono dal drammatico, alla commedia all'italiana, allo storico e l'avventura.

### La crisi e l'insuccesso diSodoma e Gomorra
Sul finire degli anni cinquanta ci sono i primi segnali di crisi, con la riduzione della capacità produttiva dovuta all'aumento dei costi di produzione. Per fronteggiare tale situazione, Lombardo fa avviare la produzione di film "economici", basata sull'impiego di autori e interpreti giovani. Tra questi c'è Poveri ma belli del 1957 diretto da Dino Risi, che ottiene un clamoroso successo di pubblico.
Nel frattempo, la Titanus amplia le sue attività con l'ingresso nel settore discografico, che nel 1961 vede la nascita di una casa discografica. Sempre in quell'anno la Titanus e la statunitense Metro Goldwyn Mayer costituiscono la Titanus-Metro, avviando una serie di coproduzioni destinate anche al mercato d'oltreoceano.
Gran parte dei film co-prodotti con la MGM ottengono risultati disastrosi, ad eccezione de Le quattro giornate di Napoli (1962) di Nanni Loy. Su tutti l'insuccesso maggiore lo ottiene Sodoma e Gomorra di Robert Aldrich, ma l'ingente budget speso per produrre Il Gattopardo di Luchino Visconti spinge la società ad abbandonare la produzione cinematografica nel 1964, per poi riprendere negli anni '80.

### Tra XX e XXI secolo
Dopo la drastica decisione assunta da Lombardo di interrompere l'attività produttiva della Titanus, la casa cinematografica si dedica principalmente alla distribuzione. Sebbene con diverse società collegate (la Mondial Te.Fi. di Gilberto Carbone e Sergio Bonotti, ad esempio) continuerà a controllare indirettamente la produzione. A partire dalla metà degli anni ottanta Lombardo cede anche la distribuzione cinematografica al Gruppo Acqua Marcia di Vincenzo Romagnoli (la società, che comprendeva anche una catena di sale cinematografiche, chiuderà nel 1992 in conseguenza della pesante esposizione debitoria del Gruppo), conservando per sé la produzione, soprattutto di fiction televisiva sia per la Rai che per Mediaset (ma anche su TELE+).
Nel 2004 la presidenza della casa, alla morte di Goffredo Lombardo, passa al figlio Guido, che da allora segue le attività produttive della casa.
Nel 2010, Guido Lombardo decide di realizzare il documentario L’ultimo Gattopardo - Ritratto di Goffredo Lombardo, diretto da Giuseppe Tornatore, un omaggio al padre Goffredo Lombardo e alla sua straordinaria carriera di produttore cinematografico.
Nel 2013 esce la serie Trilussa - Storia di amore e di poesia, in cui appare il personaggio Leda Gys, interpretata da Valentina Corti.
Nel 2024, in occasione dell'anniversario dei 120 anni della Titanus, esce il documentario Titanus 1904, diretto da Giuseppe Rossi, presentato in anteprima mondiale alla Festa del Cinema di Roma, che narra la storia completa della Titanus e della famiglia Lombardo.
Nello stesso anno esce la serie remake Piedone - Uno sbirro a Napoli, la prima realizzata attraverso la nuova società Titanus Production, guidata dalla produttrice Maria Grazia Saccà.

## Lista parziale delle produzioni cinematografiche
- L'avvenire in agguato, regia di Giulio Antamoro (1916)
- L'ombra, regia di Mario Caserini (1917)
- Il piacere, regia di Amleto Palermi (1918)
- Malacarne, regia di Dillo Lombardi (1918)
- Io ti uccido!, regia di Giulio Antamoro (1919)
- Friquet, regia di Gero Zambuto (1919)
- Vautrin, regia di Alexandre des Varennes (1919)
- Il castello di bronzo, regia di Emilio Ghione (1920)
- La banda dei rossi, regia di Fabrizio Romano (1920)
- Tromp-La-Mort, regia di Alexandre des Varennes (1920)
- Nigrus, regia di Ubaldo Maria Del Colle (1920)
- L'ultimo romanzo di Giorgio Belfiore, regia di Charles Krauss (1920)
- Il dossier di sua Eccellenza, regia di Ubaldo Maria Del Colle (1920)
- Il re della forza, regia di Ubaldo Maria Del Colle (1920)
- Un cuore nel mondo, regia di Amleto Palermi (1920)
- L'artefice dell'amore, regia di Charles Krauss (1920)
- Marta Galla, regia di Ubaldo Maria Del Colle (1920)
- La donna e i bruti, regia di Umberto Paradisi (1920)
- Il gatto nero, regia di Charles Krauss (1920)
- La grande marniera, regia di Gero Zambuto (1920)
- Scrollina, regia di Gero Zambuto (1920)
- Il miracolo, regia di Mario Caserini (1920)
- Mimì Farfara, regia di Ubaldo Maria Del Colle (1920)
- I figli di nessuno, regia di Ubaldo Maria Del Colle (1921)
- Mia moglie si è fidanzata, regia di Gero Zambuto (1921)
- L'altro, regia di Francesco Bertolini (1921)
- La trappola, regia di Eugenio Perego  (1922)
- La leoparda ferita, regia di Ubaldo Maria Del Colle (1923)
- Santarellina, regia di Eugenio Perego (1923)
- Vedi Napoli e poi muori, regia di Eugenio Perego (1924)
- Saitra la ribelle, regia di Amleto Palermi (1924)
- Napoli è una canzone, regia di Eugenio Perego (1927)
- La madonnina dei marinari, regia di Ubaldo Maria Del Colle (1928)
- Napule... e niente cchiù, regia di Eugenio Perego (1928)
- La signorina Chicchiricchì, regia di Eugenio Perego (1929)
- Rondine, regia di Eugenio Perego (1929)
- Venere, regia di Nicola Fausto Neroni (1932)
- Fermo con le mani, regia di Gero Zambuto (1937)
- Animali pazzi, regia di Carlo Ludovico Bragaglia (1939)
- Fanfulla da Lodi, regia di Giulio Antamoro e Carlo Duse (1940)
- Amore imperiale, regia di Aleksandr Volkov (1941)
- Ridi pagliaccio, regia di Camillo Mastrocinque (1941)
- Orizzonte di sangue, regia di Gennaro Righelli (1943)
- La storia di una capinera, regia di Gennaro Righelli (1943)
- Finalmente sì, regia di László Kish (1943/1945)
- La carne e l'anima, regia di Vladimir Striževskij (1943/1945)
- I figli di nessuno, regia di Raffaello Matarazzo (1951)
- Il cappotto, regia di Alberto Lattuada (1952)
- Roma ore 11, regia di Giuseppe De Santis (1952)
- Pane, amore e fantasia, regia di Luigi Comencini (1953)
- Pane, amore e gelosia, regia di Luigi Comencini (1954)
- Africa sotto i mari, regia di Giovanni Roccardi (1953)
- Siamo donne, regia collettiva (1953)
- Il segno di Venere, regia di Dino Risi (1955)
- Il bidone, regia di Federico Fellini (1955)
- Pane, amore e..., regia di Dino Risi (1955)
- La bella mugnaia, regia di Mario Camerini (1955)
- Il tetto, regia di Vittorio De Sica (1956)
- Poveri ma belli, regia di Dino Risi (1957)
- Arrivederci Roma, regia di Roy Rowland (1957)
- Pane, amore e Andalusia (Pan, amor y Andalucía), regia di Javier Setó (1958)
- Tuppe tuppe, Marescià!, regia di Carlo Ludovico Bragaglia (1958)
- La legge, regia di Jules Dassin (1958)
- Il magistrato, regia di Luigi Zampa (1959)
- Estate violenta, regia di Valerio Zurlini (1959)
- A doppia mandata (À double tour), regia di Claude Chabrol (1959)
- Audace colpo dei soliti ignoti, regia di Nanni Loy (1959)
- Delitto in pieno sole (Plein soleil), regia di René Clément (1960)
- La sposa bella (The Angel Wore Red), regia di Nunnally Johnson (1960)
- Il buco (Le Trou), regia di Jacques Becker (1960)
- Olympia (A Breath of Scandal), regia di Michael Curtiz (1960)
- Rocco e i suoi fratelli, regia di Luchino Visconti (1960)
- Chi si ferma è perduto, regia di Sergio Corbucci (1960)
- Giorno per giorno, disperatamente, regia di Alfredo Giannetti (1961)
- Il posto, regia di Ermanno Olmi (1961)
- La viaccia, regia di Mauro Bolognini (1961)
- La ragazza con la valigia, regia di Valerio Zurlini (1961)
- A cavallo della tigre, regia di Luigi Comencini (1961)
- I sette peccati capitali (Les sept péchés capitaux), regia collettiva (1962)
- Le quattro giornate di Napoli, regia di Nanni Loy (1962)
- Cronaca familiare, regia di Valerio Zurlini (1962)
- I sequestrati di Altona, regia di Vittorio De Sica (1962)
- I nuovi angeli, regia di Ugo Gregoretti (1962)
- Sodoma e Gomorra, regia di Robert Aldrich (1962)
- Il giorno più corto, regia di Sergio Corbucci (1963)
- Il demonio, regia di Brunello Rondi (1963)
- I terribili 7, regia di Raffaello Matarazzo (1963)
- La frusta e il corpo, regia di Mario Bava (1963)
- Il Gattopardo, regia di Luchino Visconti (1963)
- I fidanzati, regia di Ermanno Olmi (1963)
- I malamondo, regia di Paolo Cavara (1964)
- Golia alla conquista di Bagdad, regia di Domenico Paolella (1965)
- Nel sole, regia di Aldo Grimaldi (1967)
- John il bastardo, regia di Armando Crispino (1967)
- Porgi l'altra guancia, regia di Franco Rossi  (1974)
- Ultime grida dalla savana, regia di Antonio Climati e Mario Morra (1975)
- Vai avanti tu che mi vien da ridere, regia di Giorgio Capitani (1982)
- Sfrattato cerca casa equo canone, regia di Pier Francesco Pingitore (1983)
- Fracchia contro Dracula, regia di Neri Parenti (1985)
- Il camorrista, regia di Giuseppe Tornatore (1986)
- Troppo forte, regia di Carlo Verdone (1986)
- Se lo scopre Gargiulo, regia di Elvio Porta (1988)

## Lista parziale delle produzioni televisive
- Gli indifferenti, regia di Mauro Bolognini – miniserie TV (1988)
- La romana, regia di Giuseppe Patroni Griffi – miniserie TV (1988)
- Classe di ferro – serie TV (1989-1991)
- La montagna dei diamanti (Mountain of Diamonds), regia di Jeannot Szwarc – miniserie TV (1991)
- Orgoglio – serie TV (2004-2006)
- Cime tempestose, regia di Fabrizio Costa – miniserie TV (2004)
- Assunta Spina, regia di Riccardo Milani – miniserie TV (2006)
- Rebecca, la prima moglie, regia di Riccardo Milani – miniserie TV (2008)
- Trilussa - Storia d'amore e di poesia, regia di Lodovico Gasparini – miniserie TV (2013)

## Documentari sulla Titanus
- L'ultimo Gattopardo - Ritratto di Goffredo Lombardo, regia di Giuseppe Tornatore (2010)
- Titanus 1904, regia di Giuseppe Rossi (2024)